# چوری کاسترو
چوری کاسترو (انگلیسی: Chory Castro؛ زادهٔ ۱۴ سپتامبر ۱۹۸۴) بازیکن فوتبال اهل اروگوئه است که در باشگاه اتلتیکو ریورپلاته (مونته ویدئو) به عنوان وینگر چپ بازی می‌کند.
وی همچنین در تیم ملی فوتبال اروگوئه بازی کرده‌است.